# Бабенківка Друга
Бабенкі́вка Дру́га (до 1946 року — Керменчу́к Четве́ртий, Керменчик 4-й) — село в Україні, у Каланчацькій селищній громаді Скадовського району Херсонської області. Населення становить 266 осіб.

## Історія
Під час організованого радянською владою Голодомору 1932—1933 років померло щонайменше 2 жителі села.
24 лютого 2022 року село тимчасово окуповане російськими військами під час російсько-української війни.

## Населення
Згідно з переписом УРСР 1989 року чисельність наявного населення села становила 251 особа, з яких 109 чоловіків та 142 жінки.
За переписом населення України 2001 року в селі мешкали 262 особи.

### Мова
Розподіл населення за рідною мовою за даними перепису 2001 року:
| Мова       | Відсоток |
| ---------- | -------- |
| українська | 94,36 %  |
| російська  | 4,14 %   |
| білоруська | 1,13 %   |
| угорська   | 0,38 %   |